# 宮崎市立木花小学校
宮崎市立木花小学校（みやざきしりつ きばなしょうがっこう）は、宮崎県宮崎市大字熊野にある公立の小学校。

## 概要
歴史
1903年（明治36年）に「木花尋常小学校」として創立。現校名となったのは1951年（昭和26年）。2023年（令和5年）に創立120周年を迎えた。
校章
校歌
1950年（昭和25年）制定。作詞は神戸雄一、作曲は有馬俊一による。歌詞は3番まであり、歌詞中に校名は登場しない。
学校の木
イチョウ。
通学区域
宮崎市のうち、「大字熊野・大字加江田（一部）」。
中学校区は宮崎市立木花中学校。

## 沿革
前史
- 1876年（明治9年）1月10日 - 木崎小学校と熊野小学校を統合の上、「今江小学校」が創立。
- 1889年（明治22年）5月1日 - 町村制の施行により、北那珂郡3村（隈野、鏡洲、加江田）が合併の上、「木花村」が発足。
- 1896年（明治29年）4月1日 - 郡制の施行により、北那珂郡が宮崎郡に編入される（北那珂郡が廃止される）。

正史
- 1903年（明治36年）2月2日 - 今江尋常小学校と加江田尋常小学校を統合の上、「木花尋常小学校」が創立。
- 1908年（明治41年）4月 - 改正小学校令により、尋常科の修業年限（義務教育年限）が4年制から6年制に延長される。これにより、尋常科5・6年を新設。ならびに高等科（2年制）を併置し、「木花尋常高等小学校」（尋常科6年・高等科2年）に改称。
  - 11月 - 現在地に移転を完了。
- 1918年（大正8年）10月 - 農業補習学校を併置。
- 1933年（昭和8年）- 現在地に移転の上、校舎を増築。
- 1934年（昭和9年）- 3月6日を創立記念日に制定。
- 1935年（昭和10年）- 青年学校令施行により、青年学校を併置。
- 1941年（昭和16年）4月1日 - 国民学校令施行により、「木花村木花国民学校」と改称。尋常科を初等科に改める。
- 1945年（昭和20年）
  - 8月 - 空襲を受けたが、被害は少なかった。
  - 9月 - 暴風雨により、校舎が倒壊。
- 1946年（昭和21年）6月 - 運動場に仮設校舎が完成。
- 1947年（昭和22年）- 学制改革が行われる（六・三制の実施）。
  - 4月1日 - 国民学校初等科は、新制小学校「木花村立木花小学校」に改組・改称。
  - 5月8日 - 国民学校高等科は、青年学校普通科とともに、新制中学校「木花村立木花中学校」に改組・改称。
- 1949年（昭和24年）7月 - 木造新校舎が完成（1946年9月に倒壊した校舎が復旧）。
- 1950年（昭和25年）2月3日 - 校歌を制定。
- 1951年（昭和26年）3月25日 - 宮崎市への編入により、「宮崎市立木花小学校」（現校名）と改称。
- 1955年（昭和30年）4月 - 新校舎1棟が完成。
- 1966年（昭和41年）12月 - 鉄骨造2階建て新校舎（6教室）が完成。
- 1971年（昭和46年）3月 - 鉄筋コンクリート造2階建て新校舎が完成。
- 1972年（昭和47年）8月 - プールが完成。
- 1974年（昭和49年）12月 - 体育館が完成。
- 1990年（平成2年） - 学校の木として「イチョウ」を制定。

## 交通アクセス
最寄りの鉄道駅
- JR九州 日南線 「木花駅」

最寄りのバス停留所
- 宮崎交通バス（宮交バス）「木花駅西口」停留所

最寄りの幹線道路
- 宮崎県道368号勢田木崎線

## 周辺
- 宮崎市立木花中学校
- 宮崎市立学園木花台小学校
- 宮崎大学
- 木花プラザ
- 木花公園
- 権現山公園
- 木花神社
- 清武川

## 参考資料
- 「宮崎市史」（1959年（昭和34年）3月31日, 宮崎市役所）p.673～p.674（木花小学校）
- 「宮崎市史 続編（上）」（1978年（昭和53年）3月, 宮崎市）p.729～p.730（木花小学校）